# Hệ thống quản lý nguồn nhân lực
Phần mềm quản lý nguồn nhân lực là ứng dụng giúp doanh nghiệp phát huy sức mạnh nguồn lực của mình. Nguồn lực trong mỗi doanh nghiệp là tài nguyên vô giá, việc đánh giá một doanh nghiệp phát triển hay không thì phần lớn xem con người hoạt động trong doanh nghiệp với các yếu tố:
- Năng lực
- Khát vọng
- Được làm công việc đúng thế mạnh
- Tinh thần cống hiến
- Cảm kích với doanh nghiệp

Phần mềm quản lý nguồn nhân lực trên cơ sở nghiên cứu 5 yếu tố trên và xem xét lại quy trình sử dụng nhân lực có hợp lý chưa để tối ưu cho tinh gọn, tiết kiệm chi phí, hiệu quả trong hoạt động cho doanh nghiệp. Phần mềm quản lý nguồn nhân lực được triển khai từng phần hoặc tích hợp đầy đủ tùy theo nhu cầu và quy mô của doanh nghiệp. Phần mềm quản lý nguồn nhân lực có thể được triển khai dưới nhiều dạng khác nhau như:
- Phần mềm quản lý nguồn nhân lực desktop
- Phần mềm online tập trung,
- Phần mềm nhúng trong thiết bị giám sát

Doanh nghiệp phần mềm thường phát triển phần mềm quản lý nguồn nhân lực như một module trong phần mềm quản lý doanh nghiệp tổng thể.